# 北海道道845号芽生貫気別線
北海道道845号芽生貫気別線（ほっかいどうどう845ごう めむぬきべつせん）は、北海道沙流郡平取町内を結ぶ一般道道である。

## 概要

### 路線データ
- 起点：北海道沙流郡平取町芽生（北海道道638号宿志別振内停車場線交点）
- 終点：北海道沙流郡平取町貫気別（北海道道71号平取静内線交点）
- 総距離：12.9 km

## 歴史
- 1975年（昭和50年）3月31日 - 路線認定[1]。

## 地理

### 通過する自治体
- 日高振興局
  - 沙流郡平取町

### 主な接続道路
平取町
- 北海道道638号宿志別振内停車場線 - 芽生（起点）
- 北海道道71号平取静内線 - 貫気別（終点）